# Денгоф, Эрнест Владислав фон
Граф Эрнест Владислав фон Денгоф (нем. Ernst Wladislaus von Dönhoff; 26 ноября 1672, Кёнигсберг — 10 июня 1724, Берлин) — прусский аристократ и военный деятель. Генерал-лейтенант (с 1705 года) и губернатор Кольберга (с 1723 года).

## Биография
Представитель прусского дворянского рода Денгофов герба «Вепрь». Третий сын прусского генерал-лейтенанта, графа Фридриха фон Денгофа (1639—1696), и графини Элеоноры Екатерины Елизаветы фон Шверин (1646—1696). Братья — прусские генералы Отто Магнус, Богуслав Фридрих и Александр.
В 1686 году Эрнест Владислав фон Денгоф начал военную карьеру в ангальтском полку. В 1790 году он получил чин майора, в 1696 году командовал батальоном Ангальт-Дессау. Участвовал в войне против Франции (1690—1697), во время которой в 1696 году был произведен в подполковники. В 1698 году Эрнест Владислав фон Денгоф, нося звание полковника, служил камергером при прусском короле Фридрихе III.
В 1702—1713 годах участвовал в военных кампаниях против Франции. В 1704 году командовал гессен-кассельским полком. В 1705 году был произведен в генерал-лейтенанты.
В 1715 году принял участие в осаде шведской крепости Штральзунд.
В 1723 году был назначен губернатором Кольберга.
Владел поместьем Марклавка в Восточной Пруссии и являлся командором Ордена Святого Иоанна в Свидвине.
Скончался и был похоронен в Берлине.